# ノーリツイス
株式会社ノーリツイスは、愛知県弥富市に本社を置く鋼製イスメーカー。快適なオフィス環境・公共施設・学校施設・福祉施設・医療施設を実現するための会社である。

## 沿革
- 1994年（平成6年）9月1日 - 会社設立[2]。株式会社東海器具製作所の販売部門を継承[2]。